# ماكس ماوف
ماكس ماوف (بالألمانية: Maximilian Mauff)‏ هو ممثل ألماني، ولد في 3 يوليو 1987 ببرلين في ألمانيا.

## أعمال

### أفلام
- (2008) القارئ[3][4]
- (2015) جسر الجواسيس[5][6]

## وصلات خارجية
- ماكس ماوف على موقع IMDb (الإنجليزية)
- ماكس ماوف على موقع قاعدة بيانات الأفلام العربية
- ماكس ماوف على موقع ألو سيني (الفرنسية)
- ماكس ماوف على موقع ميوزك برينز (الإنجليزية)
- ماكس ماوف على موقع أول موفي (الإنجليزية)
- ماكس ماوف على موقع قاعدة بيانات الأفلام السويدية (السويدية)
- ماكس ماوف على موقع قاعدة بيانات الفيلم (الإنجليزية)
- ماكس ماوف على موقع كينوبويسك (الروسية)